# Copa Mundial de Fútbol de 1962

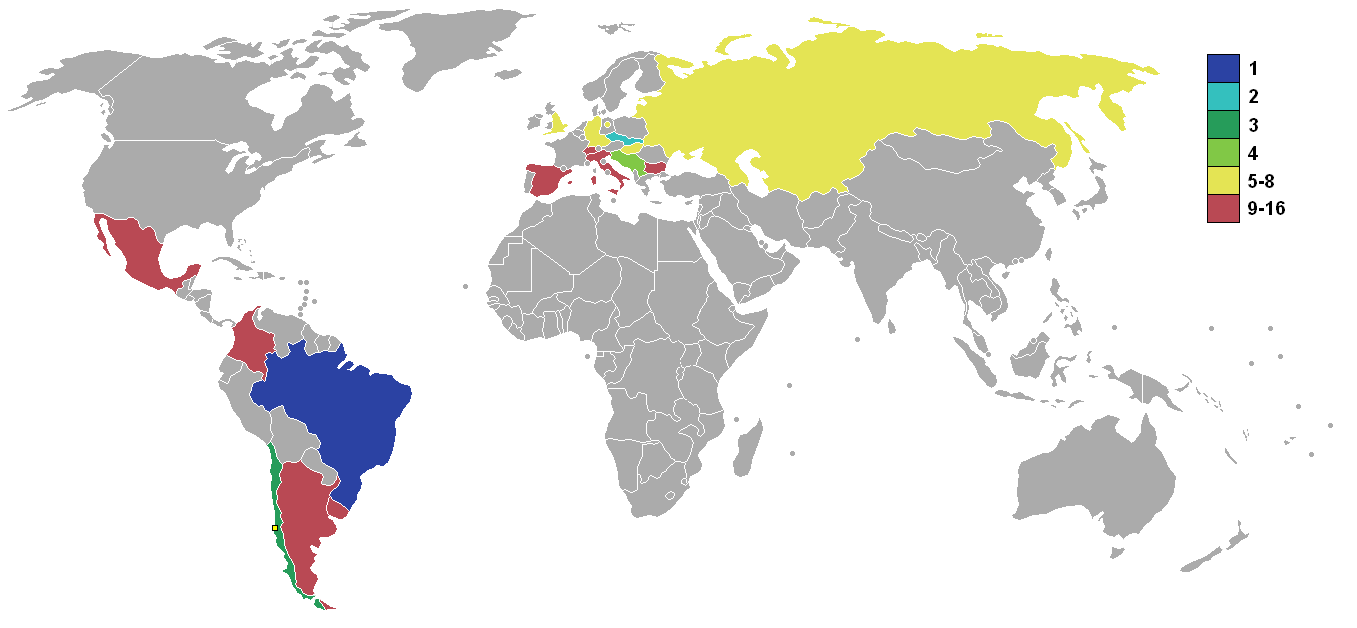
Mapa según los resultados de 1962.

La Copa Mundial de la FIFA Chile 1962 fue la séptima edición de la Copa Mundial de Fútbol. Se realizó en Chile entre el 30 de mayo y el 17 de junio de 1962.
Tras Brasil 1950, el principal campeonato de fútbol internacional regresó a América después de haberse disputado dos veces consecutivas en Europa. Se eligió a Chile como la sede en 1956 y la organización, que adoptó el lema «Porque nada tenemos, lo haremos todo», superó diversas dificultades, principalmente respecto a la infraestructura necesaria, lo que amenazó albergarlo, en especial tras el terremoto de Valdivia de 1960, el más potente registrado instrumentalmente en la historia universal, con una magnitud de 9,5 MW, que afectó al sur del país. Finalmente, se celebró en cuatro sedes, el segundo menor número en su historia: las ciudades de Arica, Rancagua, Santiago y Viña del Mar.
En el ámbito deportivo, participaron 16 selecciones. Tuvo la mayor cifra de goleadores, seis con cuatro tantos. Se conoce como el «Mundial más violento de la historia» debido a sus numerosos lesionados y partidos como la Batalla de Santiago entre Chile e Italia. Destacó el único «gol olímpico» que se ha anotado en el torneo, obra del colombiano Marcos Coll ante la Unión Soviética, y las habilidades del brasileño Garrincha, reconocido como el «mejor jugador» del campeonato (su compatriota Pelé estaba lesionado). La final se disputó en el Estadio Nacional en Santiago, donde Brasil consiguió su segundo título mundial al ganar a Checoslovaquia por 3-1, la última vez que ha ocurrido consecutivamente. Los locales alcanzaron el tercer puesto al vencer a Yugoslavia por 1-0, el «principal logro del fútbol chileno en su historia».
El certamen tuvo el estreno de un balón con forma esférica regular: Crack, fabricado por una compañía local, el uso de los goles tras los puntos para definir los clasificados en los grupos: su promedio, y música oficial: la canción «El rock del Mundial» de la banda local Los Ramblers.

## Elección de la sede
Tras los reclamos realizados por las federaciones americanas por haber otorgado la Copa Mundial a Europa dos veces consecutivas, esta fue destinada a ser organizada por un país sudamericano. Argentina, luego de sus fallidas candidaturas previas, era la favorita. Sin embargo, el dirigente chileno del club Magallanes, Ernesto Alvear, asistió a un Congreso de la FIFA realizado en la ciudad de Helsinki (Finlandia) durante la realización de los Juegos Olímpicos de 1952. Analizó la situación y consideró que Chile era capaz de organizarlo, ya que durante los años 1950 estaba en su esplendor deportivo al ser una prioridad para los gobiernos radicales (1938-1952) y puso como ejemplo que Finlandia pudiera albergar un evento de nivel global, siendo similar por su pequeñez y apartamiento.
Chile inscribió su candidatura en 1954, al igual que Argentina y Alemania Federal, que posteriormente desistió para evitar un boicot sudamericano. La delegación de la Federación de Fútbol de Chile, liderada por Carlos Dittborn —el presidente de esta y de la Confederación Sudamericana de Fútbol— y Juan Pinto, recorrió varios países convenciendo a las distintas asociaciones de la capacidad del país para organizar el torneo en comparación a la tradición futbolística, mejor situación económica y superior infraestructura deportiva de Argentina, remarcando su crisis política y público violento.
El 10 de junio de 1956 se efectuó el 30.º Congreso de la FIFA en la ciudad de Lisboa (Portugal), para definir la sede. Ese día, Raúl Colombo —el presidente de la Asociación del Fútbol Argentino— terminó su discurso de dos horas en español con la frase: «Podemos hacer el Mundial mañana mismo. Lo tenemos todo». Al día siguiente, Dittborn presentó en 15 minutos cuatro argumentos que sostenían la candidatura chilena: continuidad en la asistencia a torneos y congresos organizados por la FIFA, clima deportivo, tolerancia de credo y raza, así como estabilidad política e institucional del país. Además Dittborn invocó el artículo 2 de los estatutos de la FIFA que imponían a la copa Jules Rimet una función de fomento del fútbol en los países poco desarrollados. A continuación se realizó la votación: Chile fue elegido con 32 votos a favor, mientras que Argentina recibió 10 y 14 miembros lo dejaron en blanco.
Dentro de los mitos surgidos a partir de esa reunión cabe destacar dos: El primero es que Dittborn dio su discurso en español, inglés y francés. Dittborn, hijo de diplomático, efectivamente hablaba varios idiomas, sin embargo el mismo reconoció haber dado su discurso solo en inglés. Los memorandos repartidos estaban escritos en cuatro. También, la frase supuestamente pronunciada al finalizar su exposición «Porque nada tenemos, lo haremos todo», y que aparece en el tablero marcador del estadio de Arica que lleva su nombre. Esta frase tiene su origen en el título de una entrevista hecha a Dittborn por el periódico local El Mercurio.

## Equipos participantes
En cursiva, los debutantes en la Copa Mundial de Fútbol. El proceso clasificatorio está disponible en Clasificación para la Copa Mundial de Fútbol de 1962.
| Equipos participantes | Equipos participantes | Equipos participantes | Equipos participantes |
| --------------------- | --------------------- | --------------------- | --------------------- |
| Alemania Federal      | Chile                 | Hungría               | Suiza                 |
| Argentina             | Colombia              | Inglaterra            | Unión Soviética       |
| Brasil                | Checoslovaquia        | Italia                | Uruguay               |
| Bulgaria              | España                | México                | Yugoslavia            |

### Sorteo
| Bombo 1: Sudamérica                                           | Bombo 2: Europa I                                          | Bombo 3: Europa II               | Bombo 4: Resto del Mundo       |
| ------------------------------------------------------------- | ---------------------------------------------------------- | -------------------------------- | ------------------------------ |
| Chile (Anfitrión) Brasil (Campeón defensor) Argentina Uruguay | Alemania Federal Checoslovaquia Inglaterra Unión Soviética | España Italia Hungría Yugoslavia | Bulgaria Colombia México Suiza |

## Organización

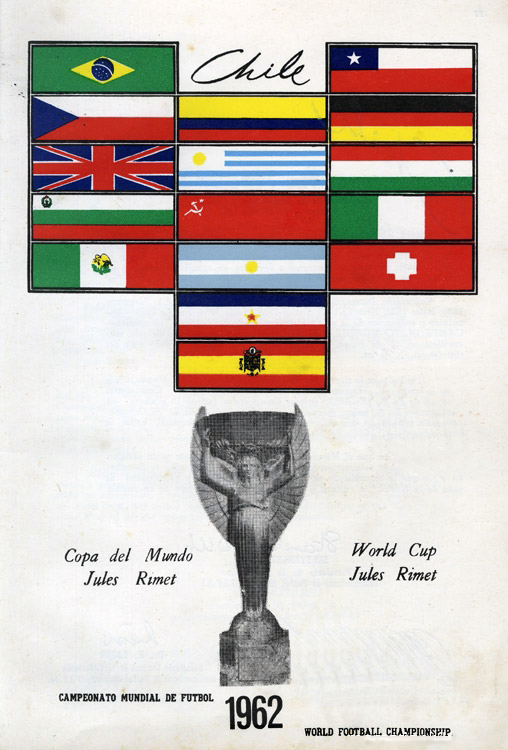
Afiche de El Diario Ilustrado con los 16 países participantes.

Los preparativos para la cita mundialista fueron iniciados inmediatamente, especialmente debido al apoyo entregado por parte del presidente de Chile Jorge Alessandri, quien asumió en 1958. Los planes para modernizar gran parte del país, especialmente en cuanto a transportes y telecomunicaciones, avanzaban velozmente. Sin embargo, todo cambió el 21 y el 22 de mayo de 1960 con el terremoto de Valdivia que afectó a todas las ciudades al sur de Talca provocando cerca de 2000 fallecidos y dos millones de afectados. Dittborn pensó en que el sueño de su Mundial había finalizado y decidió con el comité acercarse al presidente Alessandri para devolver el dinero que había prestado el Gobierno para la realización del torneo, pero él expresó: «El Mundial, señores, se hace en Chile, sí o sí». Para evitar la cancelación, diversas federaciones de fútbol colaboraron con el Comité Organizador y la FIFA entregó una donación de 20.000 dólares.[cita requerida]
El terremoto obligó a la modificación completa de la programación del Mundial que tendría ocho sedes. Las ciudades de Talca, Concepción, Talcahuano y Valdivia fueron descartadas, mientras que Antofagasta y Valparaíso desisten de serlo debido a que sus estadios no podían ser autofinanciados, condición que debió imponer la Federación ante la falta de recursos. Sin embargo, la Municipalidad de Viña del Mar y la Junta de Adelanto de Arica logran remodelar sus sedes deportivas, mientras la cuprífera estadounidense Braden Copper Company, dueña de la mina El Teniente, permite la utilización de su estadio en Rancagua. Con tres sedes más la capital, el Mundial podía realizarse, aglutinando en cada uno de los estadios los partidos de cada grupo. Otros recintos, que no albergaron partidos, fueron elegidos para el expendio de entradas, como por ejemplo el Estadio Independencia.

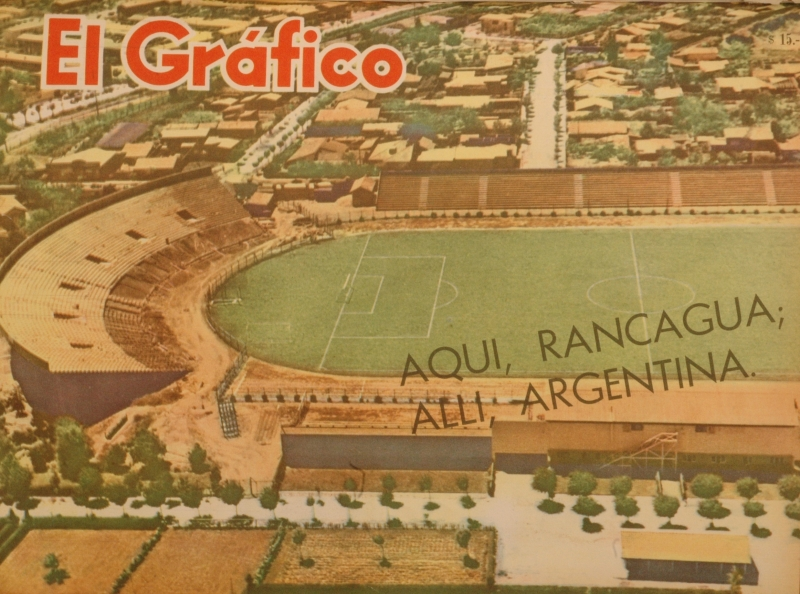
Estadio Braden de Rancagua.

Para la Copa hubo nuevamente una marca de participantes: 56. Con la implantación del promedio de goles, el sistema clasificatorio se ahorró partidos de repesca que lo extendían innecesariamente. Francia y Suecia, que habían estado en el podio del Mundial previo, marcaron la sorpresa al no clasificar, mientras nuevamente no clasificaron equipos de Asia y África. Los organizadores escogieron a la norteña ciudad de Arica, pensando en la segura clasificación del Perú que vendría con su hinchada por su cercanía a la frontera con ese país, pero finalmente fue Colombia, que eliminó al Perú contra todo pronóstico.
El 18 de enero de 1962 es realizado el sorteo del Mundial en el Hotel Carrera. Chile integró el grupo más difícil al tener que enfrentar a Alemania Federal, Italia (dos campeones previos) y Suiza. Tras la muerte de Pinto en 1957, Dittborn fallece repentinamente el 28 de abril (32 días antes del inicio de la Copa) producto de una pancreatitis aguda. En su honor, el seleccionado local portó una cinta negra bajo su escudo mientras Carlos y Juan Dittborn, hijos del organizador, fueron los encargados de izar la bandera el día de inauguración del torneo.
Tuvo un impacto destacado en la naciente televisión chilena, ya que los tres canales existentes —Canal 9, Canal 13 y UCV Televisión— realizaron grandes inversiones para adquirir equipos móviles y emitir algunos partidos en directo, junto con mejorar la calidad de sus transmisiones y masificar dicho medio de comunicación. Canal 9 transmitió el partido inaugural (Chile vs Suiza) y los partidos de Alemania vs Italia, Chile vs Alemania, Italia vs Suiza, y la definición por el tercer lugar, mientras que Canal 13 tuvo a cargo la emisión de los partidos de Chile vs Italia, Alemania vs Suiza, los cuartos de finales, las semifinales y la final del campeonato.

Antes que 1962 pase a la historia demos una ojeada al acontecimiento futbolístico más importante del año: el Campeonato del Mundo disputado en Chile. El calificativo lo merece por los resultados verdaderamente excepcionales conseguidos. Recordemos sólo de pasada que la asignación de la competencia a Chile dio lugar a discusiones de todo género y en algunos casos también a protestas hacia la FIFA por haber dado a la gran competencia mundial una sede presuntamente inadecuada. Se deploró la insistencia en la designación de pequeños países, faltos de la necesaria capacidad, se habló de seguros desastres financieros, se aseguró que, por primera vez, las asociaciones participantes no obtendrían ni siquiera el reembolso de sus gastos, etc. Todo esto, a decir verdad, se agudizó después del desastroso terremoto que asoló a Chile, haciendo suponer que el país, por las obligaciones de la reconstrucción, quedaría imposibilitado para hacer salir un solo dólar de sus arcas fiscales. Nos alarmamos por una presunta insuficiencia receptora, se juzgó severamente el escaso cupo de los estadios y su precaria condición técnica.

Contra tales aprensiones se levantó fiera la voz de protesta de los chilenos y fueron confirmadas las seguridades por parte del Gobierno. Después se comprobó que disponibilidades en los hoteles había más que suficiente: nadie durmió al aire libre, nadie quedó fuera de los estadios estando premunido de su billete. Las canchas de juego y la organización se revelaron excelentes, como de hecho eran. No hubo dificultad en los transportes. Existió, en definitiva, una organización no inferior a ninguna precedente edición de la Copa Jules Rimet. Alguien tocó el tema del disgusto de algunos equipos participantes, porque Chile estaba más lejos que Brasil, quien había organizado la Copa en forma elogiosa en el 50, olvidando que la velocidad de los aviones había acortado la duración de los viajes, aumentando su comodidad.

Ottorino Barassi, vicepresidente de la FIFA, 1962.

### Sedes
| Arica                   | AricaViña del MarSantiagoRancaguaCopa Mundial de Fútbol de 1962 (Chile) | Santiago                        |
| ----------------------- | ----------------------------------------------------------------------- | ------------------------------- |
| Estadio Carlos Dittborn | AricaViña del MarSantiagoRancaguaCopa Mundial de Fútbol de 1962 (Chile) | Estadio Nacional de Chile       |
| Capacidad: 12 670       | AricaViña del MarSantiagoRancaguaCopa Mundial de Fútbol de 1962 (Chile) | Capacidad: 75 500               |
|                         | AricaViña del MarSantiagoRancaguaCopa Mundial de Fútbol de 1962 (Chile) |                                 |
| Viña del Mar            | AricaViña del MarSantiagoRancaguaCopa Mundial de Fútbol de 1962 (Chile) | Rancagua                        |
| Estadio Sausalito       | AricaViña del MarSantiagoRancaguaCopa Mundial de Fútbol de 1962 (Chile) | Estadio de la Braden Copper Co. |
| Capacidad: 23 491       | AricaViña del MarSantiagoRancaguaCopa Mundial de Fútbol de 1962 (Chile) | Capacidad: 15 650               |
|                         | AricaViña del MarSantiagoRancaguaCopa Mundial de Fútbol de 1962 (Chile) |                                 |

### Alojamientos
Los lugares elegidos por cada equipo para su concentración y alojamiento fueron:
| Equipo           | Lugar                              | Ciudad     | Equipo          | Lugar                         | Ciudad       |
| ---------------- | ---------------------------------- | ---------- | --------------- | ----------------------------- | ------------ |
| Alemania Federal | Escuela Militar Bernardo O'Higgins | Santiago   | Argentina       | Hostería El Sauzal            | Rancagua     |
| Brasil           | Villa Retiro                       | Quilpué    | Bulgaria        | Parque Municipal              | Machalí      |
| Chile            | Villa del Seleccionado             | Santiago   | Colombia        | Hotel El Morro                | Arica        |
| Checoslovaquia   | Posada Quebrada Verde              | Valparaíso | España          | Hotel Miramar Caleta Abarca   | Viña del Mar |
| Hungría          | Hotel Turismo                      | Rengo      | Inglaterra      | Staff House Braden Copper Co. | Coya         |
| Italia           | Escuela de Aviación Cap. Ávalos    | Santiago   | México          | Hotel O'Higgins               | Viña del Mar |
| Suiza            | Club Suizo                         | Santiago   | Unión Soviética | Hostería Arica                | Arica        |
| Uruguay          | Hotel Azapa                        | Arica      | Yugoslavia      | Hotel El Paso                 | Arica        |

## Resultados
- Los horarios corresponden a la hora de Chile (UTC-2)

### Primera fase

#### Grupo 1
| Selección       | Pts. | PJ | PG | PE | PP | GF | GC | Dif. |
| --------------- | ---- | -- | -- | -- | -- | -- | -- | ---- |
| Unión Soviética | 5    | 3  | 2  | 1  | 0  | 8  | 5  | +3   |
| Yugoslavia      | 4    | 3  | 2  | 0  | 1  | 8  | 3  | +5   |
| Uruguay         | 2    | 3  | 1  | 0  | 2  | 4  | 6  | –2   |
| Colombia        | 1    | 3  | 0  | 1  | 2  | 5  | 11 | –6   |

| 30 de mayo de 1962, 15:00                                                                                          | Uruguay                 | 2:1 (0:1) | Colombia           | Estadio Carlos Dittborn, Arica                                   |                                                                  |
| | Sasía 56' · Cubilla 75' | Reporte   | Zuluaga 19' (pen.) | Asistencia: 7908 espectadores Árbitro(s): Andor Dorogi (Hungría) | Asistencia: 7908 espectadores Árbitro(s): Andor Dorogi (Hungría) |
| Debut de Colombia en los mundiales, además Francisco Zuluaga anotó el primer gol de Colombia en una Copa del Mundo |                         |           |                    |                                                                  |                                                                  |

| 31 de mayo de 1962, 15:00 | Unión Soviética             | 2:0 (0:0) | Yugoslavia | Estadio Carlos Dittborn, Arica                                            |                                                                           |
|                           | Ivanov 51' · Ponedélnik 83' | Reporte   |            | Asistencia: 9622 espectadores Árbitro(s): Albert Dusch (Alemania Federal) | Asistencia: 9622 espectadores Árbitro(s): Albert Dusch (Alemania Federal) |

| 2 de junio de 1962, 15:00 | Yugoslavia                                    | 3:1 (2:1) | Uruguay     | Estadio Carlos Dittborn, Arica                                         |                                                                        |
|                           | Skoblar 25' (pen.) · Galić 29' · Jerković 88' | Reporte   | Cabrera 19' | Asistencia: 8829 espectadores Árbitro(s): Karol Galba (Checoslovaquia) | Asistencia: 8829 espectadores Árbitro(s): Karol Galba (Checoslovaquia) |

| 3 de junio de 1962, 15:00                                                                           | Unión Soviética                                | 4:4 (3:1) | Colombia                                       | Estadio Carlos Dittborn, Arica                                      |                                                                     |
| | Ivanov 8' 11' · Chislenko 10' · Ponedélnik 56' | Reporte   | Aceros 21' · Coll 68' · Rada 72' · Klinger 86' | Asistencia: 8040 espectadores Árbitro(s): João Etzel Filho (Brasil) | Asistencia: 8040 espectadores Árbitro(s): João Etzel Filho (Brasil) |
| Primer gol olímpico de la historia de los Mundiales de Fútbol, anotado por Marcos Coll de Colombia. |                                                |           |                                                |                                                                     |                                                                     |

| 6 de junio de 1962, 15:00 | Unión Soviética          | 2:1 (1:0) | Uruguay   | Estadio Carlos Dittborn, Arica                                  |                                                                 |
|                           | Mamykin 38' · Ivanov 89' | Reporte   | Sasía 54' | Asistencia: 9973 espectadores Árbitro(s): Cesare Jonni (Italia) | Asistencia: 9973 espectadores Árbitro(s): Cesare Jonni (Italia) |

| 7 de junio de 1962, 15:00 | Yugoslavia                                   | 5:0 (2:0) | Colombia | Estadio Carlos Dittborn, Arica                                       |                                                                      |
|                           | Galić 20' 61' · Jerković 25' 87' · Melić 82' | Reporte   |          | Asistencia: 7167 espectadores Árbitro(s): Juan Carlos Robles (Chile) | Asistencia: 7167 espectadores Árbitro(s): Juan Carlos Robles (Chile) |

#### Grupo 2
| Selección        | Pts. | PJ | PG | PE | PP | GF | GC | Dif. |
| ---------------- | ---- | -- | -- | -- | -- | -- | -- | ---- |
| Alemania Federal | 5    | 3  | 2  | 1  | 0  | 4  | 1  | +3   |
| Chile            | 4    | 3  | 2  | 0  | 1  | 5  | 3  | +2   |
| Italia           | 3    | 3  | 1  | 1  | 1  | 3  | 2  | +1   |
| Suiza            | 0    | 3  | 0  | 0  | 3  | 2  | 8  | –6   |

| 30 de mayo de 1962, 15:00 | Chile                          | 3:1 (1:1) | Suiza        | Estadio Nacional, Santiago                                             |                                                                        |
|                           | Sánchez 44', 51' · Ramírez 55' | Reporte   | Wuethrich 6' | Asistencia: 65 006 espectadores Árbitro(s): Kenneth Aston (Inglaterra) | Asistencia: 65 006 espectadores Árbitro(s): Kenneth Aston (Inglaterra) |

| 31 de mayo de 1962, 15:00 | Alemania Federal | 0:0     | Italia | Estadio Nacional, Santiago                                            |                                                                       |
|                           |                  | Reporte |        | Asistencia: 65 440 espectadores Árbitro(s): Robert Davidson (Escocia) | Asistencia: 65 440 espectadores Árbitro(s): Robert Davidson (Escocia) |

| 2 de junio de 1962, 15:00                  | Chile                  | 2:0 (0:0) | Italia | Estadio Nacional, Santiago                                             |                                                                        |
|                                            | Ramírez 73' · Toro 87' | Reporte   |        | Asistencia: 66 057 espectadores Árbitro(s): Kenneth Aston (Inglaterra) | Asistencia: 66 057 espectadores Árbitro(s): Kenneth Aston (Inglaterra) |
| Ver Batalla de Santiago para más detalles. |                        |           |        |                                                                        |                                                                        |

| 3 de junio de 1962, 15:00 | Alemania Federal         | 2:1 (1:0) | Suiza         | Estadio Nacional, Santiago                                          |                                                                     |
|                           | Bruells 45' · Seeler 59' | Reporte   | Schneiter 73' | Asistencia: 64 922 espectadores Árbitro(s): Leo Horn (Países Bajos) | Asistencia: 64 922 espectadores Árbitro(s): Leo Horn (Países Bajos) |

| 6 de junio de 1962, 15:00 | Alemania Federal                  | 2:0 (1:0) | Chile | Estadio Nacional, Santiago                                            |                                                                       |
|                           | Szymaniak 21' (pen.) · Seeler 82' | Reporte   |       | Asistencia: 67 224 espectadores Árbitro(s): Robert Davidson (Escocia) | Asistencia: 67 224 espectadores Árbitro(s): Robert Davidson (Escocia) |

| 7 de junio de 1962, 15:00 | Italia                        | 3:0 (1:0) | Suiza | Estadio Nacional, Santiago                                                      |                                                                                 |
|                           | Mora 2' · Bulgarelli 65', 67' | Reporte   |       | Asistencia: 59 828 espectadores Árbitro(s): Nickolaj Latychev (Unión Soviética) | Asistencia: 59 828 espectadores Árbitro(s): Nickolaj Latychev (Unión Soviética) |

#### Grupo 3
| Selección      | Pts. | PJ | PG | PE | PP | GF | GC | Dif. |
| -------------- | ---- | -- | -- | -- | -- | -- | -- | ---- |
| Brasil         | 5    | 3  | 2  | 1  | 0  | 4  | 1  | 3    |
| Checoslovaquia | 3    | 3  | 1  | 1  | 1  | 2  | 3  | –1   |
| México         | 2    | 3  | 1  | 0  | 2  | 3  | 4  | –1   |
| España         | 2    | 3  | 1  | 0  | 2  | 2  | 3  | –1   |

| 30 de mayo de 1962, 15:00 | Brasil                 | 2:0 (0:0) | México | Estadio Sausalito, Viña del Mar                                      |                                                                      |
|                           | Zagallo 56' · Pelé 73' | Reporte   |        | Asistencia: 10 484 espectadores Árbitro(s): Gottfried Dienst (Suiza) | Asistencia: 10 484 espectadores Árbitro(s): Gottfried Dienst (Suiza) |

| 31 de mayo de 1962, 15:00 | Checoslovaquia | 1:0 (0:0) | España | Estadio Sausalito, Viña del Mar                                          |                                                                          |
|                           | Štibrányi 80'  | Reporte   |        | Asistencia: 12 700 espectadores Árbitro(s): Carl Erich Steiner (Austria) | Asistencia: 12 700 espectadores Árbitro(s): Carl Erich Steiner (Austria) |

| 2 de junio de 1962, 15:00 | Brasil | 0:0     | Checoslovaquia | Estadio Sausalito, Viña del Mar                                       |                                                                       |
|                           |        | Reporte |                | Asistencia: 14 903 espectadores Árbitro(s): Pierre Schwinte (Francia) | Asistencia: 14 903 espectadores Árbitro(s): Pierre Schwinte (Francia) |

| 3 de junio de 1962, 15:00 | España    | 1:0 (0:0) | México | Estadio Sausalito, Viña del Mar                                         |                                                                         |
|                           | Peiró 90' | Reporte   |        | Asistencia: 11 875 espectadores Árbitro(s): Branko Tesanic (Yugoslavia) | Asistencia: 11 875 espectadores Árbitro(s): Branko Tesanic (Yugoslavia) |

| 6 de junio de 1962, 15:00 | Brasil            | 2:1 (0:1) | España       | Estadio Sausalito, Viña del Mar                                       |                                                                       |
|                           | Amarildo 72', 86' | Reporte   | Adelardo 35' | Asistencia: 18 715 espectadores Árbitro(s): Sergio Bustamante (Chile) | Asistencia: 18 715 espectadores Árbitro(s): Sergio Bustamante (Chile) |

| 7 de junio de 1962, 15:00 | México                                           | 3:1 (2:1) | Checoslovaquia | Estadio Sausalito, Viña del Mar                                      |                                                                      |
| | Díaz 12' · Del Águila 29' · Hernández 90' (pen.) | Reporte   | Mašek 1'       | Asistencia: 10 648 espectadores Árbitro(s): Gottfried Dienst (Suiza) | Asistencia: 10 648 espectadores Árbitro(s): Gottfried Dienst (Suiza) |
| El gol de Václav Mašek se dio a los 15 segundos del partido, convirtiéndolo en el más rápido del Mundial hasta antes del gol de Hakan Şükür en el 2002. Primera victoria de México en los Mundiales. |                                                  |           |                |                                                                      |                                                                      |

#### Grupo 4
| Selección  | Pts. | PJ | PG | PE | PP | GF | GC | Dif. |
| ---------- | ---- | -- | -- | -- | -- | -- | -- | ---- |
| Hungría    | 5    | 3  | 2  | 1  | 0  | 8  | 2  | +6   |
| Inglaterra | 3    | 3  | 1  | 1  | 1  | 4  | 3  | +1   |
| Argentina  | 3    | 3  | 1  | 1  | 1  | 2  | 3  | –1   |
| Bulgaria   | 1    | 3  | 0  | 1  | 2  | 1  | 7  | –6   |

| 30 de mayo de 1962, 15:00 | Argentina  | 1:0 (1:0) | Bulgaria | Estadio Braden Copper Co., Rancagua                                 |                                                                     |
|                           | Facundo 4' | Reporte   |          | Asistencia: 7134 espectadores Árbitro(s): Juan Gardeazabal (España) | Asistencia: 7134 espectadores Árbitro(s): Juan Gardeazabal (España) |

| 31 de mayo de 1962, 15:00 | Hungría                | 2:1 (1:0) | Inglaterra         | Estadio Braden Copper Co., Rancagua                               |                                                                   |
|                           | Tichy 17' · Albert 61' | Reporte   | Flowers 60' (pen.) | Asistencia: 7938 espectadores Árbitro(s): Leo Horn (Países Bajos) | Asistencia: 7938 espectadores Árbitro(s): Leo Horn (Países Bajos) |

| 2 de junio de 1962, 15:00 | Inglaterra                                      | 3:1 (2:0) | Argentina      | Estadio Braden Copper Co., Rancagua                                           |                                                                               |
|                           | Flowers 17' (pen.) · Charlton 42' · Greaves 67' | Reporte   | Sanfilippo 81' | Asistencia: 9794 espectadores Árbitro(s): Nickolaj Latychev (Unión Soviética) | Asistencia: 9794 espectadores Árbitro(s): Nickolaj Latychev (Unión Soviética) |

| 3 de junio de 1962, 15:00 | Hungría                                           | 6:1 (4:0) | Bulgaria    | Estadio Braden Copper Co., Rancagua                                 |                                                                     |
|                           | Albert 1', 6', 53' · Tichy 8', 70' · Solymosi 12' | Reporte   | Sokolov 64' | Asistencia: 7442 espectadores Árbitro(s): Juan Gardeazabal (España) | Asistencia: 7442 espectadores Árbitro(s): Juan Gardeazabal (España) |

| 6 de junio de 1962, 15:00 | Hungría | 0:0     | Argentina | Estadio Braden Copper Co., Rancagua                              |                                                                  |
|                           |         | Reporte |           | Asistencia: 7945 espectadores Árbitro(s): Arturo Yamasaki (Perú) | Asistencia: 7945 espectadores Árbitro(s): Arturo Yamasaki (Perú) |

| 7 de junio de 1962, 15:00 | Inglaterra | 0:0     | Bulgaria | Estadio Braden Copper Co., Rancagua                                 |                                                                     |
|                           |            | Reporte |          | Asistencia: 5700 espectadores Árbitro(s): Antoine Blavier (Bélgica) | Asistencia: 5700 espectadores Árbitro(s): Antoine Blavier (Bélgica) |

### Segunda fase
|  | Cuartos de final           | Cuartos de final           |                        |   | Semifinales                  | Semifinales                  |  |  | Final | Final |
|  |                            |                            |                        |   |                              |                              |  |  |       |       |
|  | 10 de junio − Viña del Mar |                            |                        |   |                              |                              |  |  |       |       |
|  |                            |                            |                        |   |                              |                              |  |  |       |       |
|  | Brasil                     | 3                          |                        |   |                              |                              |  |  |       |       |
|  | Brasil                     | 3                          | 13 de junio − Santiago |   |                              |                              |  |  |       |       |
|  | Inglaterra                 | 1                          |                        |   |                              |                              |  |  |       |       |
|  | Inglaterra                 | 1                          | Brasil                 | 4 |                              |                              |  |  |       |       |
|  | 10 de junio − Arica        |                            | Brasil                 | 4 |                              |                              |  |  |       |       |
|  |                            | Chile                      | 2                      |   |                              |                              |  |  |       |       |
|  | Unión Soviética            | Chile                      | 2                      | 1 |                              |                              |  |  |       |       |
|  | Unión Soviética            |                            | 17 de junio − Santiago | 1 |                              |                              |  |  |       |       |
|  | Chile                      | 2                          |                        |   |                              |                              |  |  |       |       |
|  | Chile                      | 2                          | Brasil                 | 3 |                              |                              |  |  |       |       |
|  | 10 de junio − Rancagua     |                            | Brasil                 | 3 |                              |                              |  |  |       |       |
|  |                            | Checoslovaquia             | 1                      |   |                              |                              |  |  |       |       |
|  | Checoslovaquia             | Checoslovaquia             | 1                      | 1 |                              |                              |  |  |       |       |
|  | Checoslovaquia             | 13 de junio − Viña del Mar |                        | 1 |                              |                              |  |  |       |       |
|  | Hungría                    | 0                          |                        |   |                              |                              |  |  |       |       |
|  | Hungría                    | 0                          | Checoslovaquia         | 3 |                              |                              |  |  |       |       |
|  | 10 de junio − Santiago     |                            | Checoslovaquia         | 3 |                              |                              |  |  |       |       |
|  |                            | Yugoslavia                 | 1                      |   | Partido por el tercer puesto | Partido por el tercer puesto |  |  |       |       |
|  | Alemania Federal           | Yugoslavia                 | 1                      | 0 | Partido por el tercer puesto | Partido por el tercer puesto |  |  |       |       |
|  | Alemania Federal           |                            | 16 de junio − Santiago | 0 |                              |                              |  |  |       |       |
|  | Yugoslavia                 | 1                          |                        |   |                              |                              |  |  |       |       |
|  | Yugoslavia                 | 1                          | Chile                  | 1 |                              |                              |  |  |       |       |
|  |                            |                            |                        |   |                              |                              |  |  |       |       |
|  | Yugoslavia                 | 0                          |                        |   |                              |                              |  |  |       |       |
|  | Yugoslavia                 | 0                          |                        |   |                              |                              |  |  |       |       |

#### Cuartos de final
| 10 de junio de 1962, 14:30 | Chile                   | 2:1 (2:1) | Unión Soviética | Estadio Carlos Dittborn, Arica                                      |                                                                     |
|                            | Sánchez 11' · Rojas 29' | Reporte   | Chislenko 26'   | Asistencia: 17 268 espectadores Árbitro(s): Leo Horn (Países Bajos) | Asistencia: 17 268 espectadores Árbitro(s): Leo Horn (Países Bajos) |

| 10 de junio de 1962, 14:30 | Brasil                       | 3:1 (1:1) | Inglaterra   | Estadio Sausalito, Viña del Mar                                       |                                                                       |
|                            | Garrincha 31' 59' · Vavá 53' | Reporte   | Hitchens 38' | Asistencia: 17 736 espectadores Árbitro(s): Pierre Schwinte (Francia) | Asistencia: 17 736 espectadores Árbitro(s): Pierre Schwinte (Francia) |

| 10 de junio de 1962, 14:30 | Checoslovaquia | 1:0 (1:0) | Hungría | Estadio Braden Copper Co., Rancagua                                             |                                                                                 |
|                            | Scherer 13'    | Reporte   |         | Asistencia: 11 690 espectadores Árbitro(s): Nickolaj Latychev (Unión Soviética) | Asistencia: 11 690 espectadores Árbitro(s): Nickolaj Latychev (Unión Soviética) |

| 10 de junio de 1962, 14:30 | Yugoslavia    | 1:0 (0:0) | Alemania Federal | Estadio Nacional, Santiago                                         |                                                                    |
|                            | Radaković 85' | Reporte   |                  | Asistencia: 63 324 espectadores Árbitro(s): Arturo Yamasaki (Perú) | Asistencia: 63 324 espectadores Árbitro(s): Arturo Yamasaki (Perú) |

#### Semifinales
| 13 de junio de 1962, 14:30 | Brasil                            | 4:2 (2:1) | Chile                         | Estadio Nacional, Santiago                                         |                                                                    |
|                            | Garrincha 9', 32' · Vavá 47', 78' | Reporte   | Toro 42' · Sánchez 61' (pen.) | Asistencia: 76 594 espectadores Árbitro(s): Arturo Yamasaki (Perú) | Asistencia: 76 594 espectadores Árbitro(s): Arturo Yamasaki (Perú) |

| 13 de junio de 1962, 14:30 | Checoslovaquia                       | 3:1 (0:0) | Yugoslavia   | Estadio Sausalito, Viña del Mar                                    |                                                                    |
|                            | Kadraba 48' · Scherer 80' 84' (pen.) | Reporte   | Jerković 69' | Asistencia: 5890 espectadores Árbitro(s): Gottfried Dienst (Suiza) | Asistencia: 5890 espectadores Árbitro(s): Gottfried Dienst (Suiza) |

#### Tercer lugar
| 16 de junio de 1962, 14:30 | Chile     | 1:0 (0:0) | Yugoslavia | Estadio Nacional, Santiago                                            |                                                                       |
|                            | Rojas 90' | Reporte   |            | Asistencia: 66.697 espectadores Árbitro(s): Juan Gardeazabal (España) | Asistencia: 66.697 espectadores Árbitro(s): Juan Gardeazabal (España) |

#### Final
| 17 de junio de 1962, 14:30                                               | Brasil                             | 3:1 (1:1) | Checoslovaquia | Estadio Nacional, Santiago                                                      |                                                                                 |
|                                                                          | Amarildo 17' · Zito 69' · Vavá 78' | Reporte   | Masopust 15'   | Asistencia: 68 679 espectadores Árbitro(s): Nickolaj Latychev (Unión Soviética) | Asistencia: 68 679 espectadores Árbitro(s): Nickolaj Latychev (Unión Soviética) |
| Vavá es el primer jugador en anotar en dos finales de la Copa del Mundo. |                                    |           |                |                                                                                 |                                                                                 |

|                           |
|                           |
| Campeón Brasil 2.º título |

## Estadísticas finales

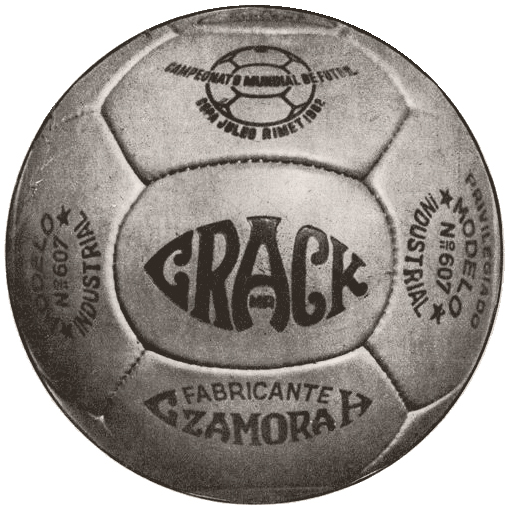
«Crack», el balón oficial del torneo.

| Equipo | Equipo           | Pts | PJ | PG | PE | PP | GF | GC | Dif | Rend   |
| ------ | ---------------- | --- | -- | -- | -- | -- | -- | -- | --- | ------ |
| 1      | Brasil           | 11  | 6  | 5  | 1  | 0  | 14 | 5  | +9  | 91,7 % |
| 2      | Checoslovaquia   | 7   | 6  | 3  | 1  | 2  | 7  | 7  | 0   | 58,3 % |
| 3      | Chile            | 8   | 6  | 4  | 0  | 2  | 10 | 8  | +2  | 66,7 % |
| 4      | Yugoslavia       | 6   | 6  | 3  | 0  | 3  | 10 | 7  | +3  | 50,0 % |
| 5      | Hungría          | 5   | 4  | 2  | 1  | 1  | 8  | 3  | +5  | 62,5 % |
| 6      | Unión Soviética  | 5   | 4  | 2  | 1  | 1  | 9  | 7  | +2  | 62,5 % |
| 7      | Alemania Federal | 5   | 4  | 2  | 1  | 1  | 4  | 2  | +2  | 62,5 % |
| 8      | Inglaterra       | 3   | 4  | 1  | 1  | 2  | 5  | 6  | –1  | 37,5 % |
| 9      | Italia           | 3   | 3  | 1  | 1  | 1  | 3  | 2  | +1  | 50,0 % |
| 10     | Argentina        | 3   | 3  | 1  | 1  | 1  | 2  | 3  | –1  | 50,0 % |
| 11     | México           | 2   | 3  | 1  | 0  | 2  | 3  | 4  | –1  | 33,3 % |
| 12     | España           | 2   | 3  | 1  | 0  | 2  | 2  | 3  | –1  | 33,3 % |
| 13     | Uruguay          | 2   | 3  | 1  | 0  | 2  | 4  | 6  | –2  | 33,3 % |
| 14     | Colombia         | 1   | 3  | 0  | 1  | 2  | 5  | 11 | –6  | 16,7 % |
| 15     | Bulgaria         | 1   | 3  | 0  | 1  | 2  | 1  | 7  | –6  | 16,7 % |
| 16     | Suiza            | 0   | 3  | 0  | 0  | 3  | 2  | 8  | –6  | 0,0 %  |

## Goleadores

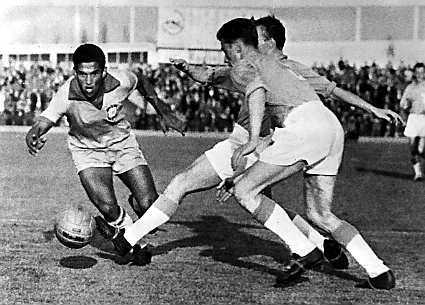
El brasileño Garrincha, el «mejor jugador» y uno de los goleadores, durante un partido del certamen.

En esta edición del torneo, seis jugadores quedaron igualados en cantidad de goles y asistencias, el húngaro Flórián Albert lo hizo en solo 270 minutos por lo que está considerado en primer lugar, el segundo y tercer lugar fueron para el soviético Valentín Ivanov y el brasileño Garrincha, que jugaron 360 y 443 minutos respectivamente.
| Jugador         | Selección       | Goles |
| --------------- | --------------- | ----- |
| Flórián Albert  | Hungría         | 4     |
| Garrincha       | Brasil          | 4     |
| Vavá            | Brasil          | 4     |
| Leonel Sánchez  | Chile           | 4     |
| Valentín Ivanov | Unión Soviética | 4     |
| Dražan Jerković | Yugoslavia      | 4     |
| Amarildo        | Brasil          | 3     |
| Milan Galić     | Yugoslavia      | 3     |
| Adolf Scherer   | Checoslovaquia  | 3     |
| Lajos Tichy     | Hungría         | 3     |